# Москверо бронзовий
Москве́ро бронзовий (Lathrotriccus euleri) — вид горобцеподібних птахів родини тиранових (Tyrannidae). Мешкає в Південній Америці та на Малих Антильських островах. Вид названий на честь швейцарського орнітолога Карла Ейлера.

## Опис
Довжина птаха становить 12,7-13,2 см, вага 10-11 г. Верхня частина тіла оливково-коричнева, крила темні з двома жовтуватими смужками. Горло і верхня частина тіла грудей сірі, решта грудей коричневі, живіт жовтуватий. Навколо очей білі кільця. Дзьоб темний, знизу біля основи жовтуватий.

## Підвиди
Виділяють п'ять підвидів:
- †L. e. flaviventris (Lawrence, 1887) — острів Гренада;
- L. e. lawrencei (Allen, JA, 1889) — східна Колумбія, північна Венесуела, острів Тринідад, локально в Суринамі і Французькій Гвіані;
- L. e. bolivianus (Allen, JA, 1889) — західна Амазонія;
- L. e. argentinus (Cabanis, 1868) — східна Болівія, Парагвай і північна Аргентина. Взимку мігруюють до сходу Перу і східної Бразилії;
- L. e. euleri (Cabanis, 1868) — південно-східна Бразилія і північно-східна Аргентина. Взимку мігруюють до Перу, Болівії і Бразилії.

## Поширення і екологія
Бронзові москверо мешкають в Колумбії, Венесуелі, Еквадорі, Перу, Болівії, Бразилії, Аргентині, Парагваї, Уругваї, Суринамі, Французькій Гвіані і на Тринідаді і Тобаго. Південні популяції взимку мігрують на північ. Раніше бронзові москверо мешкали також на Гренаді, однак вимерли. Бронзові москверо живуть в нижньому і середньому ярусах вологих тропічних лісів. Зустрічаються на висоті до 1500 м над рівнем моря.

## Поведінка
Бронзові москверо ведуть прихований спосіб життя. Вони живляться комахами, на яких чатують серед рослинності. Сезон розмноження триває з жовтня-листопада до січня-лютого. Гніздо чашоподібне. робиться з трави, листя і рослинних волокон, розміщується в розвилці між гілками. В кладці 2-3 білих яйця, поцяткованих червонувато-коричневими плямками, розмірами 18×13,5 мм і вагою 1,7 г. Насиджує лише самиця, а самець приносить їй їжу. Інкубаційний період триває 16-18 днів, пташенята покидають гніздо через 15 днів після вилуплення.

## Збереження
МСОП класифікує цей вид як такий, що не потребує особливих заходів зі збереження. Бронзові москверо є доить поширеним видом в межах їх ареалу, їх популяція є стабільною. Однак підвид L. e. flaviventris, що мешкав на острові Гренада, вважається вимерлим. Його не спостерігали після 1950 року.